# The Legend of Heroes: Trails in the Sky
The Legend of Heroes: Trails in the Sky (jap. 英雄伝説VI 空の軌跡, Eiyū Densetsu Shikkusu: Sora no Kiseki) ist ein rundenbasiertes Rollenspiel der Firma Nihon Falcom. Der Titel ist der erste Teil einer Videospieltrilogie. Die folgenden Teile der Trilogie sind Trails in the Sky Second Chapter und Trails in the Sky the 3rd. Diese drei Titel ergeben zusammen den sechsten Teil der „The-Legend-of-Heroes“-Reihe. In Japan wird der Titel mittlerweile als Trails in the Sky First Chapter (英雄伝説 空の軌跡FC) bezeichnet, um ihn von den anderen Titeln der Trails-in-the-Sky-Trilogie hervorzuheben.
Trails in the Sky wurde ursprünglich 2004 in Japan für Microsoft Windows veröffentlicht und 2006 für die PlayStation Portable portiert. Der nordamerikanische Videospiel-Publisher Xseed Games erwarb die Rechte an dem Titel von Nihon Falcom, veröffentlichte das Spiel aber erst 2011 aufgrund der großen Menge an Text, die übersetzt werden musste. 2012 wurde eine HD-Version für die PlayStation 3 veröffentlicht, die dann 2015 auch auf der PlayStation Vita erschien. 2014 veröffentlichte Xseed Games die Microsoft-Windows-Version auf den Internetvertriebsplattformen Steam und GOG.com weltweit.

## Spielmechanik
Der Spieler übernimmt in Trails in the Sky die Rolle einer Gruppe von Charakteren, die im Laufe der Geschichte eine Vielzahl an Aufgaben erledigen muss. Die begehbaren Karten teilen sich dabei in zwei Typen: Stadtkarten und Landkarten. Auf Landkarten treibt sich eine Reihe von Gegnern herum, die bei Kontakt mit den Spielfiguren einen Kampf auslösen. In Stadtkarten kann der Spieler Gegenstände in Geschäften kaufen und Lebensenergie in einem Gasthaus wiederherstellen. In größeren Städten gibt es die Möglichkeit Aufgaben in lokalen Gilden anzunehmen und auch abzugeben. Zusätzlich kann der Spieler mit einer Vielzahl von Nichtspielercharakteren (NSCs) interagieren. Ein besonderer Aspekt in Trails in the Sky ist, dass sich die Dialoge der NSCs im Laufe der Geschichte verändern und der Spieler dadurch kleine Nebengeschichten mitverfolgen kann.
Das rundenbasierte Kampfsystem findet in Trails in the Sky auf einem in Quadrate gegliederten Feld statt. Die Reihenfolge der Charaktere wird durch eine sogenannte AT-Leiste bestimmt. Während der Runde eines Charakters kann sich der Spieler zwischen einer Angriffs- oder Bewegungsaktion entscheiden. Anstelle eines normalen Angriffs kann auch eine von drei weiteren Angriffsarten ausgewählt werden: Arts, Crafts und S-Crafts. Arts sind Zauber, die dazu verwendet werden können, Gegnern Schaden zuzufügen oder die eigene Gruppe zu unterstützen. Arts werden im Vergleich zu den anderen Angriffen nicht sofort ausgeführt und benötigen eine zusätzliche Runde, um gezaubert zu werden. Crafts sind charakterspezifische Fertigkeiten, die im Austausch sogenannter „Craft Points“ (CP) ausgeführt werden können. S-Crafts sind verstärkte Varianten von Crafts die eingesetzt werden können, wenn ein Charakter über 100CP hat. Beim Einsatz eines S-Crafts werden alle CP aufgebraucht. Eine Variante von S-Crafts sind S-Breaks. S-Breaks erlauben es S-Crafts einzusetzen, unabhängig davon, ob der Charakter gerade an der Reihe ist.
Ein weiterer Aspekt des Kampfsystems sind die AT-Boni, die in manchen Runden während des Kampfes auftreten können und Bonuseffekte verleihen. AT-Boni werden auf der AT-Leiste angezeigt.
Verliert der Spieler einen Kampf, ist das Spiel vorbei. Der Spieler hat nun die Möglichkeit, den Kampf mit einem geringeren Schwierigkeitsgrad zu wiederholen. Das automatische Senken des Schwierigkeitsgrades kann in den Einstellungen deaktiviert werden.

## Handlung

### Spielwelt
Das Videospiel spielt im fiktionalen Königreich Liberl, zehn Jahre nach dem Angriff des nördlich gelegenen Reiches Erebonia. Derzeit gedeiht das Königreich unter der Führung von Königin Alicia II. und Liberls hochentwickelter Technik. Diese Entwicklung wird von Erebonia allerdings genau beobachtet.

### Geschichte
Die Geschichte beginnt damit, dass die Protagonistin Estelle Bright auf die Rückkehr ihres Vaters Cassius wartet. Bei seiner Heimkehr war er nicht alleine, denn er hat einen Jungen namens Joshua mitgebracht. Cassius adoptiert Joshua und zieht nun beide Kinder auf. Jahre später entschließen sich Estelle und Joshua, die mittlerweile 16 Jahre alt geworden sind, in die Fußstapfen ihres Vaters zu treten und Bracer zu werden. Die Bracer sind eine Gruppe, die sich auf den Kampf und auf Ermittlungen spezialisiert haben und diese Fertigkeiten nutzen, um Gelegenheitsarbeiten zu erledigen und den Frieden zu bewahren. Um die Ausbildung zum Bracer abzuschließen, müssen die Auszubildenden zu den fünf Hauptzweigstellen der Bracergilden in Liberl, welche sich in Rolent, Bose, Ruan, Zeiss und Grancel befinden, reisen und sich dort beweisen. Kurz danach erhält Cassius einen Brief und verlässt daraufhin seine Heimatstadt Rolent für eine Geschäftsreise. Während der Abwesenheit von Cassius treffen Joshua und Estelle auf Alba, einen Archäologen, der die Ruinen von Aureole untersucht.
Anschließend überfällt eine Gruppe von Sky Bandits Rolents Bürgermeister und stiehlt einen Kristall. Estelle und Joshua schließen sich mit Scherazard, einer Bracer und Kindheitsfreundin von Estelle, zusammen, um den Kristall zurückzuholen. Es gelingt der Gruppe den Kristall wiederzuerlangen, aber die Sky Bandits entkommen. Bei ihrer Rückkehr nach Rolent erfährt die Gruppe, dass das Luftschiff, mit dem Cassius gereist ist, nie gelandet ist. Der derzeitige Aufenthaltsort des Schiffes ist unbekannt. Estelle, Joshua und Scherazard machen sich gemeinsam auf den Weg in die Stadt Bose, wo das Luftschiff ursprünglich hätte landen sollen.
Bei der Ankunft in Bose lernt die Gruppe Olivier Lenheim kennen und erfährt, dass die Sky Bandits hinter der Entführung des Luftschiffes stecken. Olivier schließt sich der Gruppe an, um einen Überraschungsangriff auf das Versteck der Sky Bandits zu starten. Dort treffen sie aber nicht nur auf die Sky Bandits, sondern auch auf eine weitere feindlich gesinnte Gruppe von Personen in Schwarz. Nach dem Sieg und der Festnahme der Sky Bandits trifft die Gruppe auf den Leiter der Liberl Intelligence Division, Alan Richard. Cassius war jedoch nicht unter den Geiseln des entführten Luftschiffes. Nach ihrer Rückkehr zur Bracergilde erhält die Gruppe ein Paket, welches ein mysteriöses schwarzes Orbment enthält. Das Paket hätte ursprünglich von Cassius an einen "Professor R" geliefert werden sollen. Estelle und Joshua trennen sich von Scherazard und Olivier und beginnen ihre Reise nach Ruan.
Auf dem Weg nach Ruan treffen die beiden auf ein Mädchen namens Kloe Rinz, die in einem nahegelegenen Waisenhaus aushilft. Sie beschließt den restlichen Weg gemeinsam mit Joshua und Estelle nach Ruan zu reisen, da sie dort etwas zu erledigen hat. Dort angekommen, treffen sie den Bürgermeister von Ruan und den Herzog Dunan. Kurz darauf erfährt die Gruppe, dass in dem Waisenhaus, in dem Kloe aushilft, ein Feuer ausgebrochen ist. Estelle, Joshua und Kloe untersuchen den Brand und stellen fest, dass es sich um Brandstiftung handeln muss. Schließlich stellt sich heraus, dass der Bürgermeister, zusammen mit der Gruppe in Schwarz, für den Brand verantwortlich war. Bei der Konfrontation mit dem Bürgermeister zieht dieser plötzlich ein mysteriöses Artefakt, den Chronosstab. Der Chronosstab erlaubt es seinem Träger, in einem begrenzten Bereich die Zeit anzuhalten. Bei dem Versuch, die Zeit anzuhalten, aktiviert sich plötzlich das schwarze Orbment und negiert den Effekt des Stabes. Der Bürgermeister versucht daraufhin zu fliehen, wird aber von der königlichen Wache festgenommen. Colonel Richard erscheint und lobt Estelle und Joshua für ihre Bemühungen. Die beiden verabschieden sich von Kloe und beginnen die Reise nach Zeiss, in der Hoffnung, mehr über das schwarze Orbment herausfinden zu können.
Bei ihrer Ankunft treffen sie auf Tita Russel, die zwölfjährige Enkeltochter von Albert Russell. Dieser ist "Professor R", der nach Erhalt des Pakets mit dem schwarzen Orbment zu experimentieren beginnt. Joshua, Estelle und Tita machen sich auf den Weg in ein nahegelegenes Dorf, um etwas auszuspannen und Professor Russell nicht zu stören. Allerdings wird Zeiss angegriffen und Professor Russel wird entführt. Tita beschließt gemeinsam mit Estelle und Joshua ihren Großvater zu retten. Die Gruppe erhält Unterstützung von Agate Crosner, einem Bracer der sich gerade in der Nähe befindet.
Die vier erfahren, dass Professor Russell in einer nahegelegenen Militärfestung gefangen gehalten wird und Colonel Richard der Anführer der Gruppe in Schwarz ist. Nach der Rettung versteckt sich Professor Russell zusammen mit Agate und Tita und gibt Estelle noch einen Brief, der an die Königin Alicia II. adressiert ist. Estelle und Joshua reisen nach Grancel, der Hauptstadt von Liberl. Währenddessen wird Kloe von der Gruppe in Schwarz entführt.
Auf dem Weg nach Grancel läuft die Gruppe in eine Blockade von Colonel Richard. Dort trifft sie auf Alba, mit dessen Hilfe sie es schaffen, die Blockade zu durchqueren. Bei ihrer Ankunft in Grancel erfährt die Gruppe, dass Herzog Dunan derzeit als Vertretung der Königin fungiert. Dieser wird allerdings von Colonel Richard manipuliert.
Zin Vanthek, ein erfahrener Bracer, ist derzeit ebenfalls in Grancel und will an einem Kampfturnier teilnehmen, das in Kürze stattfinden wird. Die Gewinner des Turniers dürfen zusammen mit dem Herzog im Schloss der Königin speisen. Estelle und Joshua sehen dies als die perfekte Möglichkeit, um die Königin zu treffen. Sie schließen sich mit Zin zusammen und nehmen gemeinsam am Turnier teil. Olivier, der gerade die erebonische Botschaft in Grancel besucht hat, schließt sich ebenfalls der Gruppe an. Die vier schaffen es schließlich, das Turnier zu gewinnen und gelangen somit in das Schloss. Bei dem Treffen mit der Königin erfährt die Gruppe, dass Kloe eigentlich Klaudia von Auslese und damit die wahre Nachfolgerin des Throns ist. Ebenfalls erfährt die Gruppe, dass Klaudia derzeit in einer Villa in der Nähe von Grancel festgehalten wird und dass sich eine seltsame Anomalie unter dem Schloss befindet. Dank der Verstärkung von Scherazard, Agate und Tita gelingt die Rettungsmission schließlich. Gemeinsam macht sich die Gruppe zum Untergrund des Schlosses auf, um sich dort Richard zu stellen, welcher dank der Rückkehr von Cassius auch besiegt werden kann.
Eine Woche später werden alle Bösewichte festgenommen und es wird ein Fest veranstaltet, welches jedoch nur von kurzer Dauer ist. Alba geht auf Joshua zu und beginnt ein Gespräch mit ihm, als dieser alleine ist. Joshua erfährt, dass Alba die Fähigkeit besitzt, die Gedanken und Erinnerungen von anderen zu kontrollieren. Alba erzählt Joshua auch, dass Joshua die ganze Zeit über die Pläne der Bracer an Alba verraten hat und er nur eine Puppe von Alba sei. Alba gibt auch preis, in Wirklichkeit George Weissman zu sein und Mitglied einer Organisation, die sich Ouroboros nennt. Er bietet Joshua an, jederzeit zu Ouroboros zurückkehren zu können. Weissman verlässt Joshua, bevor Estelle die beiden erreicht. Am selben Abend verabredet sich Joshua mit Estelle am Hof des Schlosses. Er erzählt ihr, dass er eigentlich ein Assassine war und Cassius eines seiner Ziele gewesen sei. Doch er war der Stärke von Cassius nicht gewachsen, woraufhin Ouroboros sich Joshuas entledigen wollte. Diese Pläne wurden allerdings von Cassius vereitelt, der Joshua anschließend adoptierte. Estelle gesteht Joshua, dass sie ihn liebt. Joshua fühlt sich allerdings aufgrund seiner Vergangenheit nicht in der Lage bei ihr zu bleiben und betäubt Estelle mit einem Schlafmittel. Bevor Estelle das Bewusstsein verliert, dankt Joshua ihr und gesteht Estelle ebenfalls, dass er Gefühle für sie hat. Danach verschwindet Joshua.

### Charaktere
- Estelle Bright (エステル・ブライト Esuteru Buraito) (Japanische Stimme: Akemi Kanda;[4]): 16 Jahre alt. Die weibliche Protagonistin des Spiels. Estelle ist ein eher naives, aber auch sehr direktes Mädchen, das stets energisch und positiv ist. Sie wurde in Rolent geboren, wo sie von ihrem Vater in dem ländlich gelegenen Teil Rolents großgezogen wurde. Rolent ist eine ruhige Farm- und Minenstadt, die etwas nördlich von der Hauptstadt Liberls, Grancel, liegt. Sie verhält sich oft eher wie ein Junge und liebt es zu fischen sowie Sportschuhe zu sammeln. Im Laufe des Spiels erkennt sie, dass sie Gefühle für ihren Adoptivbruder entwickelt hat. Estelles verwendet einen Stab als Waffe. Den Umgang mit dem Stab hat sie von ihrem Vater Cassius gelernt.
- Joshua Bright (ヨシュア・ブライト Yoshua Buraito) (Japanische Stimme: Mitsuki Saiga): 16 Jahre alt. Der männliche Protagonist des Spiels. Joshua wurde fünf Jahre nach dem Krieg zwischen Liberl und Erebonia von Cassius adoptiert. Er ist ein ruhiger Junge mit schwarzem Haar und bernsteinfarbenen Augen, der stets auf Estelle aufpasst, damit sie nicht in Schwierigkeiten gerät. Er spielt eine Mundharmonika und benutzt als Waffe Doppelklingen.
- Agate Crosner (アガット・クロスナー Agatto Kurosunaa) (Japanische Stimme: Takayuki Kondō): 24 Jahre alt. Agate stammt aus einem kleinen Dorf im ländlichen Teil von Bose, verbrachte seine Jugend allerdings großteils in der Hafenstadt Ruan als Anführer einer Gang, den Ravens. Er ist einer der aufstrebenden Bracer im Königreich Liberl. Aufgrund seiner Waffe, einem Großschwert, ist er unter dem Namen "Heavy Sword" bekannt. Agate wirkt auf andere oft schlecht gelaunt und griesgrämig, ist in Wirklichkeit aber sehr fürsorglich und kümmert sich um junge Bracer wie Estelle und Joshua.
- Tita Russell (ティータ・ラッセル Tiita Rasseru) (Japanische Stimme: Hiromi Konno): 12 Jahre alt. Tita lebt in Zeiss bei ihrem Großvater Albert Russell, dem Gründungsvater der Orbmenttechnik und genialem Erfinder. Sie ist besonders geschickt im Umgang mit Maschinen und Orbmenttechnik. Trotz ihrer Jugend ist sie in der Lehre im Central Workshop, der wichtigsten Research & Developmenteinrichtung in Liberl. Tita sieht Estelle und Joshua als ihre älteren Geschwister. Bei der Arbeit mit Orbments vergisst Tita darauf, wo sie sich befindet, und bombardiert umstehende Personen mit Detailinformationen.
- Scherazard Harvey (シェラザード・ハーヴェイ Sherazaado Haavei) (Japanische Stimme: Yuka Shioyama): 23 Jahre alt. Scherazard ist eine weibliche Bracer mit silbernem Haar und dunkler Hautfarbe. Sie ist auch unter dem Namen "Silver Streak" bekannt. Scherazard passt im Verlauf der Reise auf Estelle und Joshua auf und übernimmt die Rolle einer großen Schwester für die beiden. Scherazard lebte in einem Armenviertel, wurde als Kind aber von einem Reisezirkus aufgenommen. Als der Zirkus aufgelöst wurde, begann Scherazard die Ausbildung zum Bracer als eine Schülerin von Estelles Vater, Cassius. Sie ist eine ausgezeichnete Tänzerin und beherrscht Kartentricks, als auch Diebesfertigkeiten. Zu ihren Angewohnheiten zählt das Trinken, weswegen sie im Laufe des Spiels auch oft betrunken ist. Am liebsten trinkt sie mit Aina, der Zuständigen der Bracergilde in Rolent und Olivier.
- Olivier Lenheim (オリビエ・レンハイム Olibie Renheimu) (Japanische Stimme: Takehito Koyasu): 26 Jahre alt. Ein blonder Schönling aus dem erebonischen Reich, der sich bei Estelle und Joshua als reisender Musiker vorstellt. Er ist sehr unbekümmert und sagt oft Dinge, die ihn in Schwierigkeiten bringen. Olivier versucht mit jedem attraktiven Charakter zu flirten, unabhängig vom Geschlecht der Person. Er wird oft von seinem Kindheitsfreund Mueller Vander, einem Offizier des erebonischen Reiches, vor Problemen bewahrt.
- Kloe Rinz (クローゼ・リンツ Kurooze Rintsu) (Japanische Stimme: Yuuko Minaguchi): 16 Jahre alt. Kloe ist eine Schülerin der königlichen Jenisakademie im ländlichen Teil von Ruan. Sie ist eine ruhige und einfühlsame Person, die in einem Waisenhaus dabei hilft, auf die Kinder aufzupassen. Sie hat einen Falken als Haustier und Begleiter und ist die beste Fechterin der Akademie.
- Zin Vathek (ジン・ヴァセック Jin Vatekku) (Japanische Stimme: Tetsu Inada): 30 Jahre alt. Zin stammt aus der Republik Calvard und ist ein fähiger Kampfkünstler. Er zählt zu den stärksten Bracern auf der ganzen Welt und ist auch unter dem Namen "The Immovable" bekannt. Zin lernt Joshua und Estelle bei einem Kampfturnier in Grancel kennen und schließt sich dort mit den beiden zusammen, um sie bei ihren Vorhaben zu unterstützen.

## Release
Trails in the Sky wurde ursprünglich für Microsoft Windows am 29. Juni 2004 in Japan veröffentlicht. Das Spiel wurde später auf die PlayStation Portable portiert und am 28. Oktober 2006 in Japan veröffentlicht. Die PlayStation-Portable-Version wurde in Amerika am 29. März 2011 und in Europa am 4. November 2011 veröffentlicht. Die PC-Version wurde schließlich weltweit am 29. Juli 2014 veröffentlicht und beinhaltet eine Reihe von Features, die ursprünglich nur in der PSP-Version verfügbar waren.
Eine HD-Version wurde am 13. Dezember 2012 als The Legend of Heroes: Trails in the Sky FC Kai HD Edition in Japan veröffentlicht.
Eine überarbeitete Version des Spiels für die PlayStation Vita wurde am 11. Juni 2015 als The Legend of Heroes: Trails in the Sky FC Evolution in Japan veröffentlicht. Evolution überarbeitete die alten Designs, das Userinterface und inkludierte einige neue Features, wie synchronisierte Dialoge, Animationen in Szenen, zusätzliche Illustrationen und verbesserte Kampftaktiken.

### Lokalisierung
Die amerikanische Version wurde von XSEED Games, die im Mai 2010 bekannt gaben, dass sie die Rechte der Trails-in-the-Sky-Trilogie erworben haben, lokalisiert. Das Skript des ersten Teils von Trails in the Sky erwies sich aber aufgrund einer Länge von ungefähr 1,5 Millionen japanischen Schriftzeichen als Herausforderung für XSEEDs Editorin Jessica Chavez. Chavez verbrachte neun Monate mit der Arbeit am Skript, wobei im letzten Monat Xseeds-Übersetzer Thomas Lipschultz als Unterstützung für das vierte Kapitel des Spiels herangezogen werden musste. Der britische Videospielverlag Ghostlight übernahm den Vertrieb der PlayStation-Portable-Version für den europäischen Markt, wo der Titel am 4. November 2011 erschien.
Trotz des Erfolgs in Japan, schaffte es Trails in the Sky nicht, ähnliche Erfolge im Westen zu erzielen.
Im September 2013 kündigte XSEED eine PC-Version von Trails in the Sky an, die im ersten Quartal 2014 veröffentlicht werden sollte. Allerdings ergaben sich Probleme bei der Programmierung des Titels, wodurch die Veröffentlichung auf Juli 2014 verschoben wurde. Laut XSEEDs Programmiererin Sara Leen musste ein großer Teil des Programmcodes stellenweise von Grund auf neu geschrieben werden, da es gravierende Unterschiede zwischen der PlayStation-Portable- und der PC-Fassung gab. Aufgrund dieser drastischen Änderungen entstanden zusätzliche Softwarebugs. Zum offiziellen Erscheinungstermin waren noch nicht alle Fehler behoben. Seitdem wurden aber Patches nachgereicht, die einen Großteil der Fehler beheben.

## Weitere Medien
Der Soundtrack wurde im Juli 2014 als Eiyū Densetsu VI Sora no Kiseki Original Sound Track in Japan von Falcom Sound Team JDK produziert und veröffentlicht. Für die Kompositionen verantwortlich waren Hayato Sonoda, Wataru Ishibashi und Takahide Murayama, und Kohei Wada diente als Arrangeur. Das Album enthält zwei CDs mit 33 Liedern auf der ersten und 26 Liedern auf der zweiten CD. Die Lieder 24 bis 31 umfassen die The-White-Flower-Madrigal-Suite. Das Lied Whereabouts of the Stars wurde von Hideaki Hamada geschrieben, mit Gesang von u-mi. Der Soundtrack des ersten Teils liegt der Windowsversion in Form von Ogg Vorbis Musikdateien bei.
Eine OVA zu The Legend of Heroes: Trails in the Sky wurde 2011 angekündigt. Die erste OVA wurde am 25. November 2011 auf DVD und Blu-ray veröffentlicht. Die zweite und letzte OVA wurde am 22. Jänner 2012 veröffentlicht. 2012 wurden beide OVAs von Sentai Filmworks für Nordamerika lizenziert.

## Rezeption
Trails in the Sky wurde insgesamt gut von Kritikern angenommen. Auf der Sammelseite für Videospielreviews GameRankings liegt die Wertung der PC-Version bei 86 % und die PSP-Version bei 79 %. Die Wertungen auf Metacritic liegen bei 85/100 für die PC-Version und 79/100 für die PSP-Version.